# Nişan-i İftihar
Der Nişan-i İftihar (osmanisch نشان افتخار İA Nişān-ı İftiḫār, deutsch ‚Orden des Ruhms‘; in den preußischen Ranglisten als Nischan-Istechar geführt) war ein Orden des Osmanischen Reichs, der besonders für verdiente Ausländer vorgesehen war. Er wurde am 19. August 1831 von Mahmud II. gestiftet und 1837 erneuert. Hauptmann Freiherr von Moltke wurde schon am 22. Februar 1837 mit dem Orden des Ruhmes mit Brillanten (TNJmBr) ausgezeichnet.

## Ordensdekoration
Eine goldene, reichverzierte Medaille, auf der der Namenszug des Sultans stand, bildete die Dekoration. Ein diamantener Reif umgab das Medaillon. In der oberen Hälfte waren goldene Strahlen sichtbar, während die untere Seite von mit Diamanten besetzten Zweigen sich verschlungen hochwölbten. Zwischen den oberen Strahlen ein mit Diamanten besetzter Halbmond mit hängendem Stern, wo das Ordensband geführt wurde. Die Dekoration wurde mit unterschiedlich reicher Diamantenverzierung vergeben. Es stellte eine stille Stufung dar. Der Orden wurde mit 160 Edelsteinen bestückt.
Das Ordensband war rot mit grünen Seitenstreifen.